# Polyrhachis femorata
Polyrhachis femorata é uma espécie de formiga do gênero Polyrhachis, pertencente à subfamília Formicinae.